# Alexander von Volborth
Alexander von Volborth (ros. Александр Федорович Фольборт, ur. 11 stycznia 1800 w Mohylewie, zm. 5 marca 1876 w Kijowie) – rosyjski lekarz, paleontolog, mineralog. Na jego cześć nazwano minerał volbortyt.

## Życiorys
Studiował medycynę w Tybindze, Edynburgu, Londynie, Paryżu i Berlinie, tam otrzymał w 1825 tytuł doktora. W roku następnym otrzymał tytuł doktora medycyny na Akademii Medyko-Chirurgicznej w Sankt Petersburgu. Od 1833 profesor na tej uczelni.

## Wybrane prace
- De bobus uro, rrni et caffro: Commentatio zootomica. Berlin, 1825
- Ueber einige russische Trilobiten. St. Petersburg, 1848
- Über die Crotaluren und Remopleuriden: ein Beitrag zur Kenntniss der russischen Trilobiten. 1858
- Über die mit glatten Rumpfgliedern versehenen russischen Trilobiten, nebst einem Anhange über die Bewegungsorgane und über das Herz derselben. Mém. Acad. Imp. Sci. St.-Petersbourg, Sér.7, Tome 6, Nr. 2: 1-47; St.-Petersburg, 1863
- Über einige neue ehstländische Illaenen. Mem. Acad. Imp. Sci. St.-Petersbourg, Ser.7, 8 (9): 1-11; St. Petersbourg, 1864
- Über Achradocystites und Cystoblastus, zwei neue Crinoideen-Gattungen, eingeleitet durch kritische Betrachtungen über die Organe der Cystideen. Mémoires de l'Académie Impériale des Sciences de St.-Pétersbourg, 1870